# Vénus anadyomène (Ingres)
Pour les articles homonymes, voir Vénus anadyomène (homonymie).
La Vénus anadyomène est un tableau qui illustre la naissance de Vénus et plus particulièrement Vénus sortie des eaux. Peint par Jean-Auguste-Dominique Ingres, il est exposé au musée Condé de Chantilly.

## Historique du tableau
Le tableau est commencé à Rome en 1808, alors que le peintre est pensionnaire de l'Académie de France à Rome. Il ne se résout pas à l'envoyer à Paris et le laisse à l'état d'ébauche. Il n'est achevé que quarante ans plus tard en 1848 à Paris, à la demande de Benjamin Delessert. Ce dernier n'apprécie pas le tableau car il trouve le genou mal dessiné. Il le vend la même année à Frédéric Reiset, conservateur des dessins du musée du Louvre. L'œuvre est présentée à l'Exposition universelle de 1855. 
Le tableau est acheté par le duc d'Aumale avec l'ensemble de la collection Reiset en 1879. 
Les premiers dessins représentent Vénus couchée puis agenouillée, puis enfin debout mais en position pudique, cachant son sexe et un sein. Sa position est inspirée de la Naissance de Vénus de Sandro Botticelli, qu'Ingres a peut-être vue lors de son passage à Florence en 1805, au musée des Offices. Un dernier dessin, daté de 1806, la représente avec les bras levés se tenant les cheveux. Lors de la reprise du tableau en 1848, Ingres apporte de profondes modifications dans ses couleurs.
D'après Charles Baudelaire, qui contemple le tableau lors de l'exposition universelle, la tête est inspirée des modèles antiques, les mains de Raphaël et le torse étroit de la statuaire médiévale.

## Postérité
Le tableau d'Ingres inspira plusieurs autres représentations de Vénus, notamment celles de William Bouguereau (1879), de Théodore Chassériau (Vénus marine, 1838) ou d'Amaury-Duval (1862). Ingres reprit la posture de sa Vénus pour un autre de ses nus, La Source en 1856. Une version réduite est conservée au musée du Louvre. Les dessins préparatoires sont conservés au musée Ingres de Montauban,,.

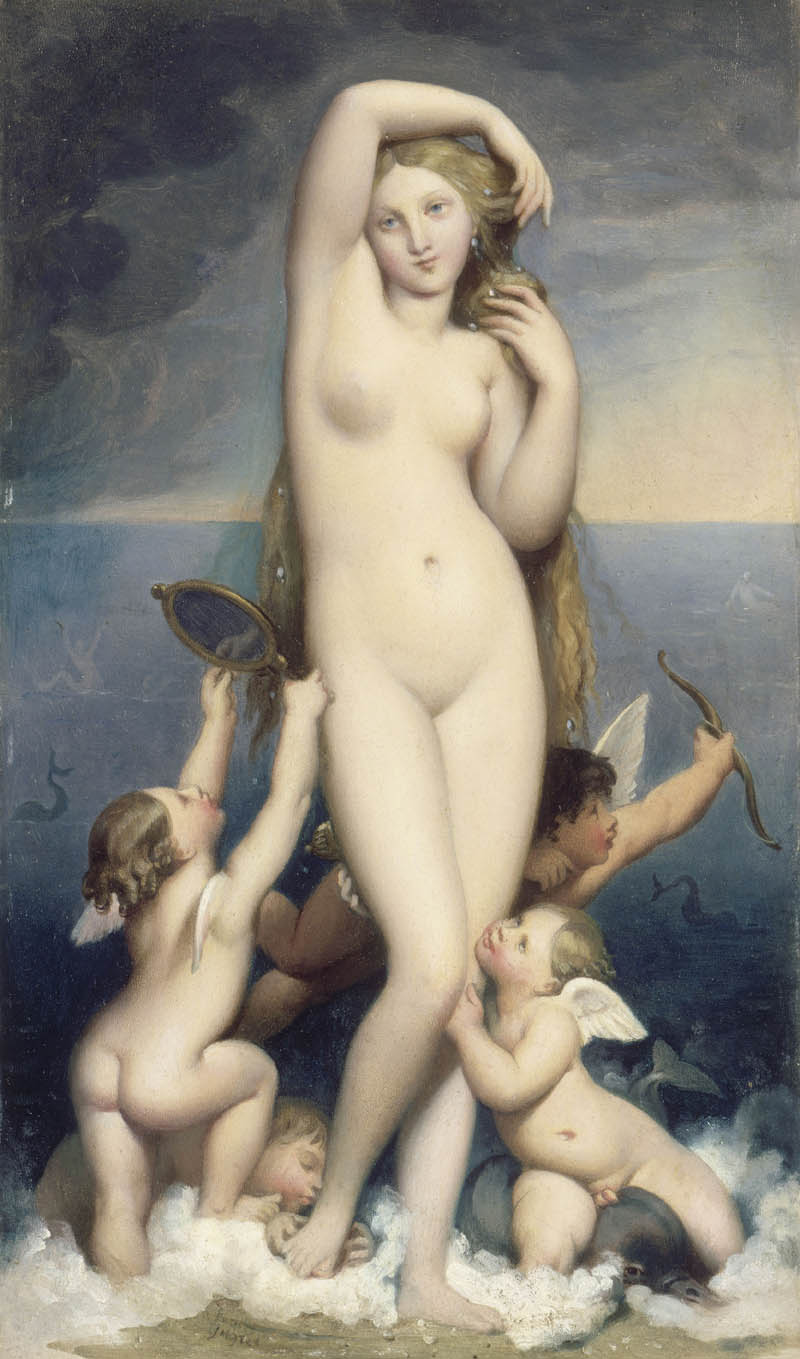
Copie réduite du Louvre
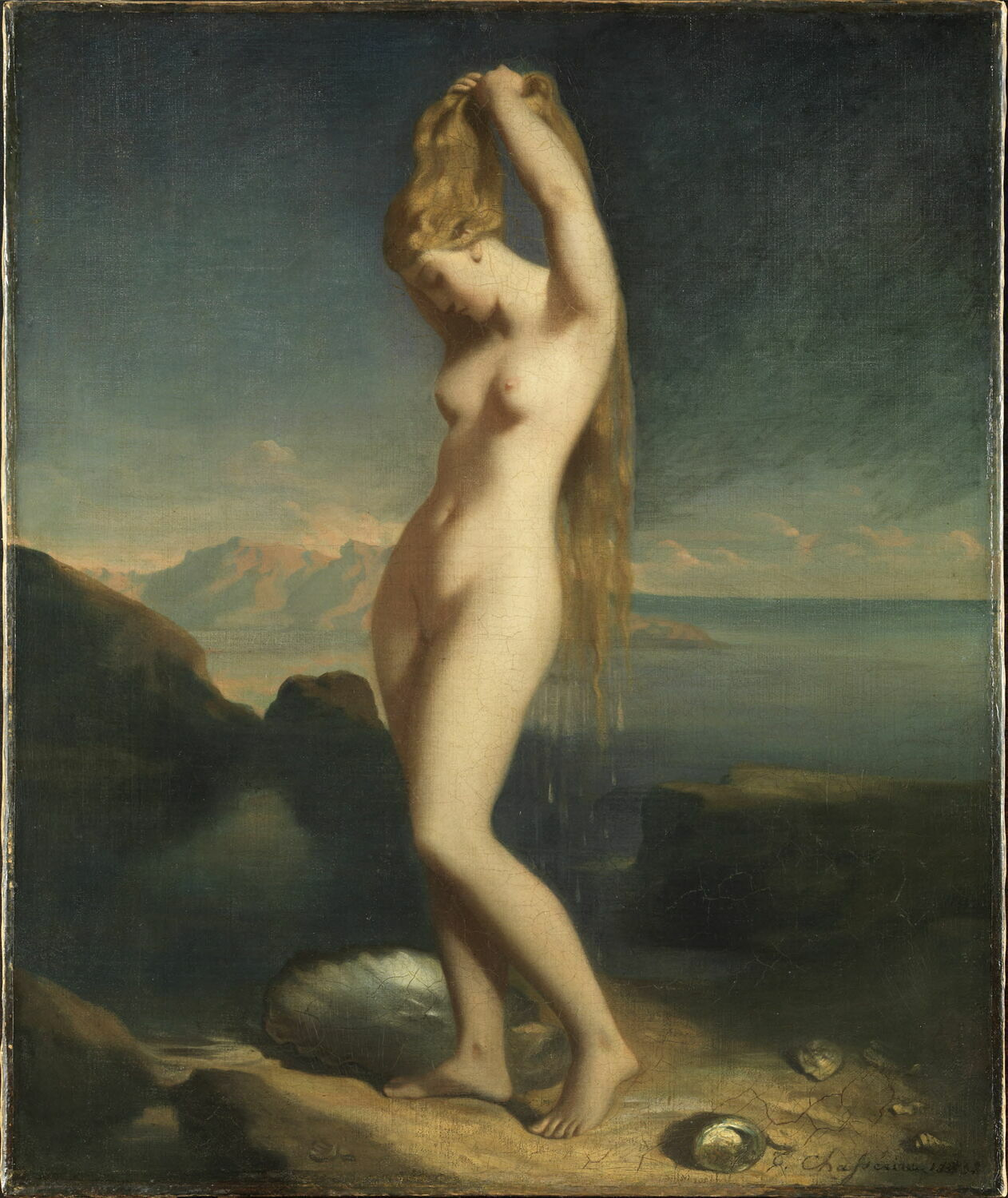
La Vénus de Chassériau
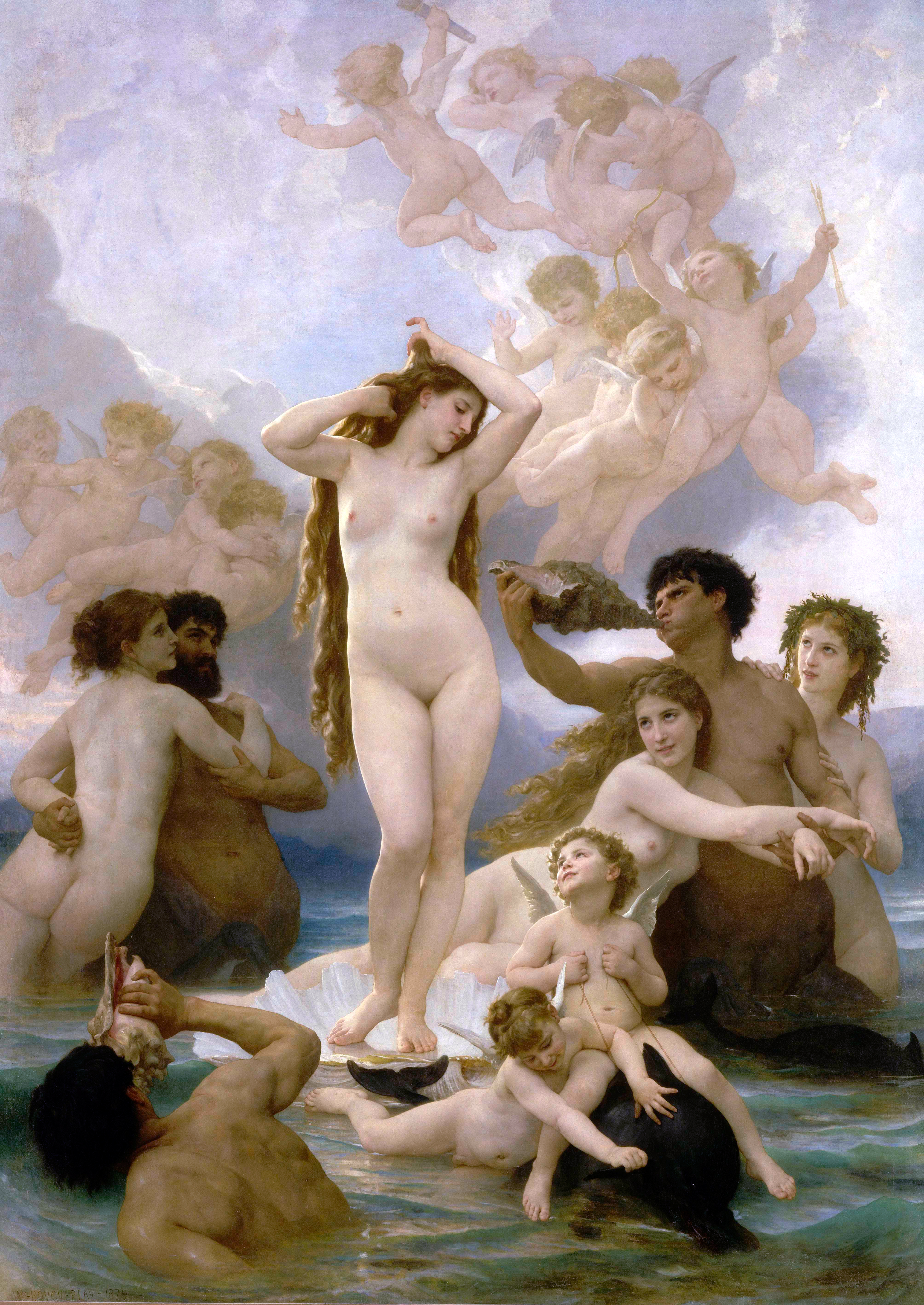
La Vénus de Bouguereau
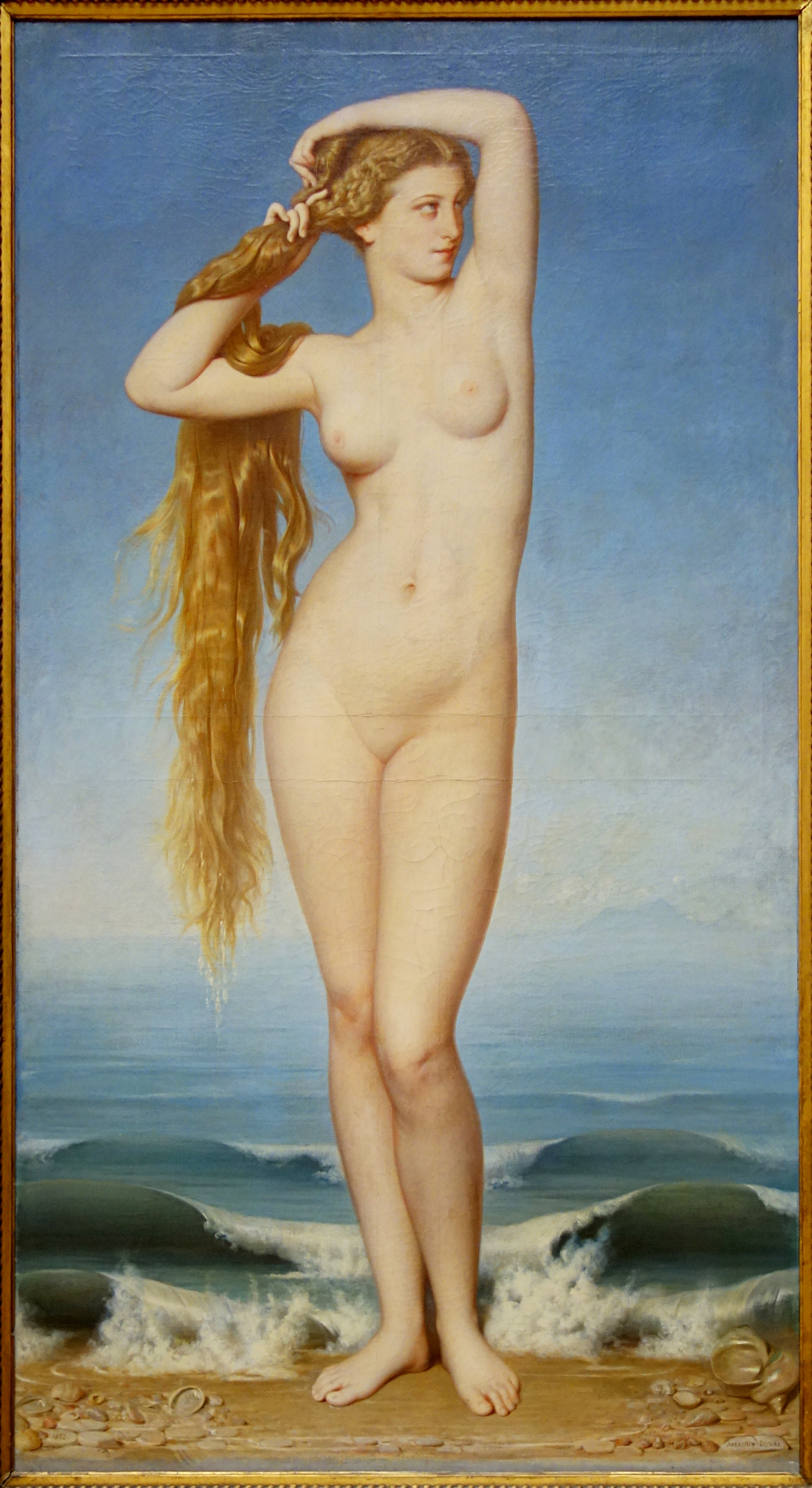
La Vénus d'Amaury-Duval